# Оджибве (народ)
Оджибве (одж. ᐅᒋᐺ; інші назви: оджибва, чіппева, сото, анішнінаабе) — народ, група споріднених індіанських кланів, що проживають у США та Канаді. В США оджибве є третьою за чисельністю етнічною групою індіанців після черокі та навахо. Загальна кількість, разом з метисами, 200 тис. чоловік. Оджибве відомі своїми каное з березової кори, священними записами на бересті, використанням дикого рису, міді.

## Мова анашінаабе

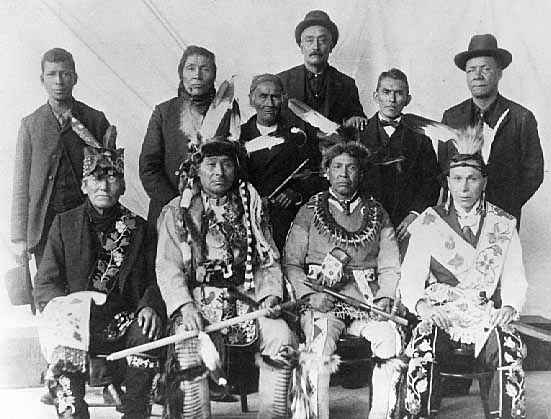
Делегація оджибва у Вашингтон. 1899 рік

Мова племен оджибва належить до алгонкінської мовної групи. Спорідненими з нею є мови чорноногих, шеєнів. Назва сото використовувалася французами, оджибва називають переважно в Канаді, тоді як у США використовують назву чіппева. Етноніми чіппева і оджибва походить від одного слова з різною вимовою, що значить «зморщувати». Самоназва цієї групи племен Anishinaabeg. Слово зазнало цілого ряду спрощень в різних мовах, тому в українських джерелах можна зустріти назви анішинабек, анішшинапе, анішнінаабе.
Мова анішинаабе використовувалася на північному-сході Америки, як міжплеменна мова торгівлі, оскільки оджибва вела інтенсивну торгівлю з французами протягом тривалого часу.
Оджибва подарували світовій культурі велику кількість запозичень з їх мови (вігвам, тотем). В 1855 році Генрі Вадсворс Лонгфеллоу написав «Пісню про Гайавату», використавши міфи, топоніми та оригінальні слова народу оджибва. Як і у всіх творах європейців про індіанців у ньому є казуси. Наприклад, ім'я героя повинно було бути Нанабожо, бо Гайавата — з мови ірокезів.
Віскобімменук — сорт кукурудзи, яку збирають ще зеленою, потім варять та висушують.
Сунжегвун — мовою індіанців оттава «схованка». Ховали речі, продукти, впольвану здобич, хутра, шкіри.

## Історія народу оджибва
До приходу європейців на континент оджибва передавала свою історію переважно усно. Є непідтверджена інформація, що існують таємні берестяні записи, які робилися шаманами для нотаток своїх знань. З епічних історій відомо, що оджибве прийшли з острова Черепахи. Їх подорож була спровокована появою семи деміургів, що наказали племені рухатися на захід вздовж річки Св. Лаврентія до річки Оттава і далі до Великих Озер. Оскільки оджибва веде осілий спосіб життя, дорогою вони робили зупинки, допоки не розділилися на численні групи, які потім європейці сприйматимуть за окремі племена. Одна з них перетнула Великі Прерії — і дійшла майже до Тихого Океану.
Під час міграції анішинаабе витіснила ворожі племена з їх територій. На час прибуття європейців оджибва перебували у довготривалому союзі з племенами оттава і патаватомі, який називався Рада Трьох Вогнищ, і яка воювала проти Конфедерації ірокезів і сіу. Після своїх завоювань вони контролювали найбільшу територію і очевидно були наймогутнішим індіанським народом Північної Америки. Оскільки їх територія була розміщена північніше від основного потоку поселенців, а їх земля була малопридатна для землеробства — оджибва тривалий час майже ніхто не турбував. Вони самостійно вели війни із захоплення нових територій.
Французи, що прибули у Канаду, використовували оджибва, як своїх союзників у війнах. Вони вели інтенсивну торгівлю з племенем оттава, які були у союзі з оджибва, а потім і з ними самими, що забезпечило індіанців вогнепальною зброєю. Завдяки рушницям, оджибва остаточно вигнали сіу (зокрема плем'я дакота) зі своїх територій у прерії. Окремі сутички з дакота відбувалися до початку 20-го сторіччя. Є свідчення, що оджиба були на дуже примітивному рівні до зустрічі з європейцями, не мали майже ніякої соціальної організації. І лише завдяки торгівлі з французами та подальшими війнами вони розвинули свої соціальні інститути, облаштували спільні релігійні свята тощо.
США намагалося переселити анішинаабе з їхніх земель, що призвело до ряду збройних конфліктів. Потім уряди США і Канади підписували договори з індіанцями, в яких вони передавали землю. Оджибва підписали найбільшу кількість таких договорів порівняно з усіма іншими племенами Америки. Однак ці домовлення мають сумнівну цінність через різницю у світогляді: для європейців земля була товаром, який можна було легко купити і продати, з певною ціною на неї, а для оджибва земля не могла належати нікому, її можна було тільки використовувати наряду з вогнем, повітрям і водою. Сучасний аналіз цих договорів, з урахуванням світогляду оджибва, показує абсолютно інший зміст обов'язків сторін. Час від часу народ анішинаабе виступав у спільних індіанських заколотах проти американців та британців.

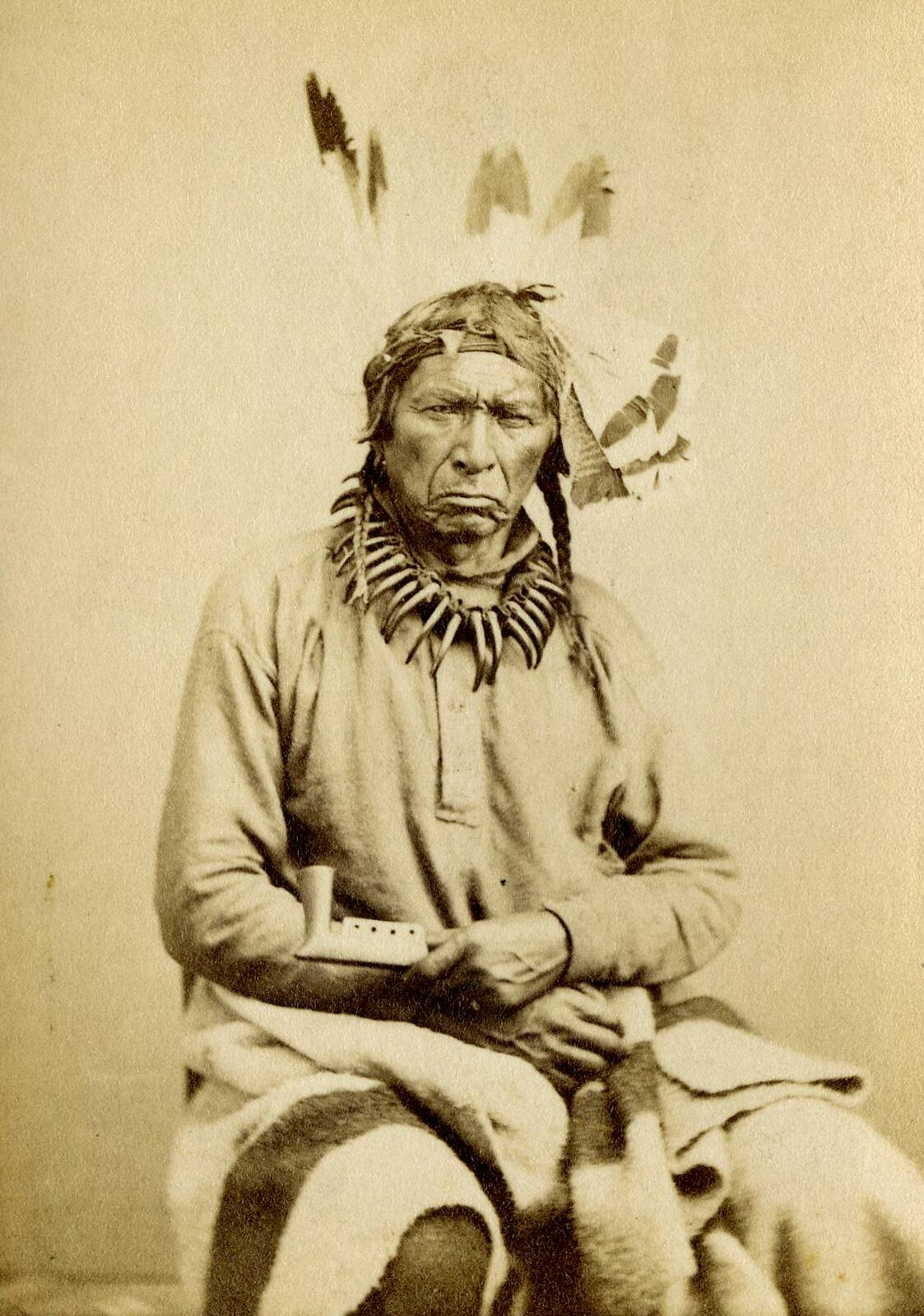
Вождь Небакваом

## Культура
Оджибва проживають групами по 20-50 чоловік (на момент зустрічі з європейцями 200—300 чоловік), які в англійській традиції називають бандами (bands). Більшість етносу, за винятком тієї частини, що пішла в прерії, жила осілим життям. Займалися рибальством, мисливством, вирощуванням кукурудзи та овочів, збором дикого рису, який відіграє важливу роль у їх міфології. Типове житло оджибва — вігвам (wiigiwaam), що складається з кори берези, ялівця та гілок верби. Назва прижилася у деяких мовах, зокрема в українській, замість традиційного для світу назви цього типу житла — тіпі. Вігвами розмальовували сакральними малюнками, що містили астрономічні, математичні та тотемні знаки. Такі знаки оджибва також малювали на каменях.
Влітку проходять основні свята джінготамог (jiingotamog) для спілкування з духами і ніімі'ідімаа (niimi'idimaa) для соціальної комунікації. Останнє свято є аналогом свята пау-вау, яке святкується іншими індіанцями.
Оджибва хоронять своїх мерців у поховальних курганах. На кожному з них будується духовний будиночок (jiibegamig). Замість напису на могилах малюють тотемний знак людини, що там похована. Могили оджибва періодично грабували, що призвело до появи спеціальної поліції з охорони курганів.
Якщо не було можливості поховати — мерця могли покласти на дерево чи поховальний поміст, загорнувши в бересту.
Оджибва розділяють світ на живий і неживий. Поділ на жіночий та чоловічий рід у них несуттєвий. Ролі жінки і чоловіка не визначені, як у інших етносів. Член суспільства приносить користь відносно до його можливостей, а не статусу. Деякі оджибва були трансвеститами. Наприклад, воїн Жовта Голова, або Озаавіндіб, відомий у 19 столітті тим, що вів перемовини з владою, носив жіночий одяг і був одруженим з кількома чоловіками. Серед оджибва був поширений канібалізм.
Юнаки та дівчата з малих років і до шлюбу повинні періодично дотримувати суворі та тривалі пости. У визначений день вранці батьки, тримаючи в одній руці звичайний сніданок, а в іншій — декілька шматків деревинного вугілля, пропонують їх дитині. Якщо дитина віддасть перевагу вугіллю, батьки радіють та хвалять її. Люди, що можуть витримати тривалий піст, викликають заздрість та захоплення. Відтак дітей з малих літ привчають довго обходитись без їжі. Діти постують протягом 3, 5 7 і, навіть, десяти днів і тільки інколи п'ють воду. Вони намагаються запам'ятати все, що їм наснилось під час посту, щоб розповісти про це батькам. Через тлумачення цих снів, батьки намагаються розгадати майбутнє дітей. Сприятливими вважаються сни, в яких фігурували «верхні» речі — птахи, хмари, небо і т. д. Якщо дитина починає розповідати про щось таке, батьки зупиняють його, говорячи: «Добре, Добре. Не кажи більш про це». Враження від цих дитячих снів таке сильне, що воно протягом всього життя впливає на характер людини.
Кожен чоловік, що повертається з полювання, не дивлячись на тривалість та важкість полювання, та незважаючи в якій нужді є його родина, повинен кинути свою здобич до ніг першого зустрічного (навіть якщо це буде хлопчик, що гасає біля табору або села). Щоб обійти цей звичай мисливці часто залишають здобич на місці вполювання, а згодом відсилають по неї жінок або самі підносять здобич на таку відстань від табору, де розраховують не зустріти людей. Цей звичай повинен виконуватись навіть коли вбито тварину, яку не вживають в їжу (бобер, видра, куниця)
За часів активної торгівлі з білими поселенцями (кінець 18 ст. — початок 19 ст.) були поширені азартні ігри. «Мокисини» — Може брати участь будь-яка кількість гравців, але зазвичай — декілька невеличких груп (команд). Брались 4 мокасини; одна з команд ховає в один мокасин паличку або шматок тканини. Мокасини ставлять рядком на землю і один з гравців іншої групи пальцем оба палкою торкається двох мокасин. Якщо захований предмет знаходиться в першому мокасині, до кого доторкнувся гравець, він програє 8 очок, а якщо предмета немає у другому мокасині — 2 очки. Якщо схований предмет знаходиться у другому мокасині — виграно 8 очок. Вартість 1 очка попередньо оговорюється гравцями (наприклад, боброва шкірка або ковдра = 10 очок, кінь = 100). З чужинцями грають на дуже високі ставки (кінь = 10 очок).
«Буг-га-саук», или «бег-га-сах» — найазартніша гра. Старий казан ріжуть на маленькі шматки — фішки. Один бік фішок фарбують чорним. В грі бере участь будь-яка кількість шматків, але не менш 10. Їх кладуть до великої миски або на особливу дошку. Дві партії гравців (20-30 людей) сідають супроти або колом. Гра полягає в тому, щоб ударом по мисці підбросити всі фішки в повітря; від того, як вони впадуть, залежить виграш або поразка. Якщо гравець підбросив вдало, від продовжує до тих пір. поки не програє і не настане черга сусіда.
Вогонь — символ миру, щастя та достатку. Коли одне локальне угруповування готується напасти на інше, кажуть так: «Ми йдемо загасити вогонь ворога». Відтак, вічний вогонь На-на-буша (зображається сидячи перед багаттям) символізує його могутність, незалежність та вічне щастя.
Пі-бе-гвун — індіанська сопілка.

## Вірування оджибва

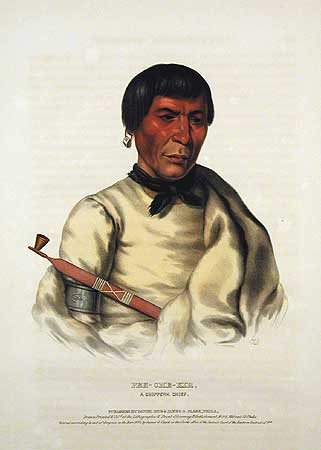
Вождь ПіЧеКір. 1843 рік

За легендами, коли оджибва жили на острові Черепахи, до них з моря піднялися сім сяючих мушель міігіс. Одна з них була дуже сильна і смертельна для людей, тому вона занурилася назад під воду. Шість мушель, що лишилися, заснували додеми (слово, від якого походить сучасний термін тотемізм). Це були Бикоголові (Wawaazisii), Ехороби (Baswenaazhi), Качка Шилохвостка (Aan'aawenh), Ведмідь (Nooke) та Хвіст лося (Moozwaanowe). Якби сьома мушля лишилася, вона мала б заснувати додем Громової пташки.
Вони направили народ у подорож на захід. Цікаво, що ці деміурги являлися потім весь час у снах та медитаціях шамані в оджибва. В одному з таких видінь, мушля повідомила, що чим далі на захід вони пройдуть, тим довше вони зможуть дотримуватися традицій, оскільки зі сходу йдуть нові люди, які поселяться тут. Це видіння могло бути пророцтвом приходу європейців.
В усному побутуванні існують кілька епічних комплексів, в яких розповідається винайдення ремесел, тютюну та інші корисні для народу речі. Найвідоміші з них про канібала Віндіго та про трікстера Нанабожо (Кролика).
В релігійних ритуалах шамани використовували вогонь, показуючи непосвяченим, що вони ним не обпікаються бо наділені надприродними властивостями. Але справа в тому, що шамани вміли лікувати опіки від вогню та розпечених предметів. Для цього вони використовували сік рослин, який оберігав натерті частини тіла від вогню. Ці рослини — вау-бе-но-вуск (деревій, Achillea) та пе-цхе-ке-вуск. Ці рослини змішують, розтирають або розжовують та змащують соком тіло та, навіть, губи і язик.
Коли тривалий час не вдавалось вполювати звіра для їжі, застосовувалась мисливська магія. У шамана мались спеціальні зілля з особливих корінців, розтертих у порошок та змішаних з червоною фарбою. Цим зіллям вкривали маленькі фігурки тих тварин, які хотілось вполювати. В такий саме спосіб наводили хвороби та інші лиха на людей. Для цього робили фігурку або малювали зображення (муцці-не-нін) певної людини або тварини. Якщо хотіли вбити, протикали чимось гострим місце, де знаходиться серце, або змащували магічним зіллям. Як мисливську магію застосовували і пісні, часто звернені до духа На-на-буш, якого прохають бути посередником та передати молитву Великому духу. Інколи прохають Ме-сук-кум-мик О-кви (Землю, Велику праматір усіх живих істот). В цих піснях розповідається про те, як На-на-буш, виконуючи наказ Великого духа, створив Землю; як все, що потрібно для підтримки життя дядьок та тіток На-на-буша (чоловіків та жінок), було доручено охороні та турботі великої праматері. На-на-буш, залишаючись незмінно доброзичливим посередником між Великим духом та людьми, створив на благо індіанців всіх тварин, м'ясо яких є їжею, і шкіри та хутро для виготовлення одежі. Він також дав людям коріння та лікарські трави, що мають надприродну силу, щоб хворі могли зцілятися від хвороб, а мисливці в голодні часи з успіхом полювали. А щоб тітки та дядьки На-на-буша (чоловіки та жінки) ніколи марно не звертались до Великої праматері, їй було наказано ніколи не виходити зі свого намету. Відтак, поважаючий себе індіанець ніколи не викопає цілющих коренів, не поклавши в землю жертви Землі.
На-на-буш врятував від гігантського потопу тих тварин та рослини, що згодом стали корисними для людини. Колись люди та тварини балакали однією мовою.
Згодом На-на-буш був вигнаний Великим духом, який йому наказав жити з найнижчим, що є на землі. Це є схожим з християнською легендою про вигнання Адама і Єви з Раю.
О-джи-хау-го-мау — душа, тінь. Індіанці впевнені, що душа вирушає у мандри коли настає тяжка хвороба, яка й змушує її покинути тіло, і відтак вважають тяжко хворого вже покійником. Часто людина, яку називають померлою, одужує і живе ще багато років. Душа залишає тіло до фізичної смерті, але потім ще тривалий час знаходиться біля небіжчика. Це відображається в поведінці дружин померлих. Коли тіло кладуть до могили, удова поглядає на домовину, ставить на неї ногу, перестрибує через могилу і біжить навпростець від могили якомога далі. Якщо удова має намір мати ще чоловіка, то вона не повинна озиратись на кинуту могилу і заплутаними, кружними шляхами повернутися до свого намету. Так роблять для того, щоб дже-бі (мрець) не міг послідувати за удовою. Якщо б вона озирнулась, то впала б мертвою або зійшла б з глузду.
На пам'ять про померлого зберігаються деякі речі, які збираються в певних, інколи не пов'язаних з померлим, місцях. Для померлого завжди знайдеться місце в серці, навіть коли воно віддане новому захопленню. Щоб померлий не мав нужди в чомусь, під час їжі відкладається шматочок і для дже-бі. Це може тривати роками, доки не буде нагоди кинути реч, що зберігалась на пам'ять про померлого, на полі бою, до чого прагне кожен індіанець. Тільки в такому випадку борг щодо померлого вважається виконаним.
Духмяний барвінок — ве-ніс-це-буг-гун цінується як магічне зілля.

## Мідевівін
Мідевівін — це організація шаманів оджибва. За легендою верховний бог Маніту послав свого гінця до народу оджибва з метою навчити їх лікуватися від хвороб. Сталося це після того як Великий дух вбив брата На-на-буша, який від цього розсердився та повстав проти Гіч-еманіто (Маніту). На-на-буш так сильно був злий, що для заспокоєння його Великий дух розповів йому таїнства релігій мідевівін. На-на-буш обрав одного хлопця і передав йому знання, які той передавав далі. Згодом була заснована організація шаманів, що зберігала таємні знання.
При вступі кандидата у Мідевівін його символічно вбивали мушлею і воскресали вже у статусі іншої людини. Мідевівін має ступеневу структуру. Наприклад, шаман першого ступеню мав право носити лінію на обличчі і обслуговувати поховальні процесії. Шаман на третьому ступені, що називається Спільнота Сходу Сонця, володіє силами стихій і розмальовував верх обличчя зеленим, а низ червоним. На цьому рівні він ставав повноцінним шаманом. Якраз на третьому ступені шамани систематично потрапляють у психіатричні лікарні США. Четвертий рівень був вершиною шаманської майстерності. Так, могутнього шамана, що досягнув цього ступеню, по імені Яасакіід (Жонглер) спільно вислідили та вбили уряди США і Канади як «особу, що небезпечна для суспільства». Однак є свідчення і про шість рівнів організації. Для переходу від одного ступеня до іншого відбуваються складні процеси ініціації.
Окрім лікувальних функцій шамани також були основними пропагандистами вірного шляху життя, комплексу релігійних та етичних правил оджибва. Вони розуміли, що здоров'я людини залежить не від ліків, а від стилю життя. Вони пропагували дякувати Маніту за все, бути чесними, дружніми, хоробрими, стриманими та добрими.

## Кланова система
У оджибва поняття сім'ї набагато ширше за аналогічні поняття у нашого народу. Це відслідковується у мові. Наприклад, для братів і кузенів у мові анішинаабе існує одна назва. Для оджибва рідними вважаються усі предки й усі ненароджені племені. Цю спільність мертвих, живих і ще ненароджених називають словом aanikoobijigan.
Народ оджибве поділяється на тотемні групи, які були призначені деміургами. Це Wawaazisii (Голова бика), Baswenaazhi (Роблять луну), Aan'aawenh (Качка Шилохвіст), Nooke (Ведмідь) і Moozwaanowe (Хвіст лося). Кожен з цих груп має якусь специфіку, Роблять луну найспівучіші, Ведмеді — найбільший клан, настільки великий, що поділяється на підклани за назвою частини ведмедя — Голова, Ребро чи Нога. При зустрічі оджибва говорять Aaniin odoodemaayan?, що означає: «Який у тебе тотем?» Це дозволяє їм відразу ідентифікувати родинні та інші зв'язки між собою. Зараз привітання скоротилося до Aaniin!

## Відомі представники
- Едмонія Льюїс (1845—1907) — американська скульпторка (батько — гаїтянин африканського походження, мати — з племені чіппева).